# Dorostol Silistra
Der FK Dorostol (bulgarisch: ФК Доростол) ist ein bulgarischer Fußballverein aus der Hafenstadt Silistra.

## Geschichte
Der Verein wurde von Schülern des lokalen Gymnasiums in Silistra gegründet, zeitweise wirkte Louis-Emil Eyer dort als Sportlehrer. Nach den Balkankriegen kam die Stadt zu Rumänien, das den bulgarischen Einfluss zurückdrängte. Zeitweise kam daher der Spielbetrieb zum Erliegen, ehe sich die Mannschaft zunächst unter dem Namen Dristor und später Venus rekonstituierte. Als nach dem Vertrag von Craiova die Stadt zurück an Bulgarien fiel, nahm der Klub unter dem Namen Vihar am dortigen Spielbetrieb teil.
Der Klub nahm an der nach der Machtübernahme der Kommunisten vorzeitig abgebrochenen Meisterschaftsendrunde 1944 teil, bei der die Mannschaft bereits in der ersten Runde an Lewski Dobritsch scheiterte. Nach dem Namenswechsel zu Dorostol trat sie im folgenden Jahr erneut an, dieses Mal kam das Erstrundenaus gegen Lewski Russe. 
Bei der Aufnahme des Spielbetriebs in der zweitklassigen B Grupa gehörte der Klub unter dem Namen DSO Tscherweno sname Silistra zu den Gründungsmitgliedern in der Spielzeit 1950 und stieg als Schlusslicht seiner Staffel ab. Nach dem Wiederaufstieg nach zwei Jahren Drittklassigkeit blieb die Mannschaft bis zur Spielzeit 1956 zweitklassig, als nach einer Ligareform die Zahl der Zweitligastaffeln reduziert wurde. Ab Mitte der 1960er Jahre bis 1975 sowie erneut von 1979 bis 1984 war sie dauerhaft in der zweithöchsten Spielklasse vertreten. In der mit dem direkten Wiederabstieg endenden Spielzeit 1985/86 sowie erneut 1991 gelang abermals die Rückkehr. Anschließend war sie bis zum Ende der Spielzeit 1994/95 zweitklassig, als Tabellenelfter war der Klub erneut Opfer einer Ligareform im Zuge der Zusammenlegung der bis dato zwei Zweitligastaffeln.
Nach dem erneuten Zweitliga-Aufstieg des FK Dorostol im Sommer 2000 zog sich die ohnehin chancenlose Mannschaft zur Winterpause während der laufenden Spielzeit 2000/01 ebenso wie Ligakonkurrent FK Bdin Widin zurück, so dass die ausstehenden Partien allesamt für die Gegner gewertet und die Saison mit nur einem Pluspunkt beendet wurde. Der Klub rekonstituierte sich als FK Dorostol 2003 und trat im viertklassigen Regionalbereich an, schaffte aber innerhalb von zwei Jahren den Durchmarsch und spielte in der Saison 2004/05 erneut zweitklassig. Gemeinsam mit Akademik Swischtow, dem FC Tschernomorez Burgas und Lok Gorna Orjachowiza belegte die Mannschaft des Aufsteigers einen der vier Abstiegsplätze. Zwar gelang direkt die Drittligameisterschaft, der Klub erhielt jedoch keine Zweitligalizenz und wurde durch Lokomotive Stara Sagora ersetzt. Nach der erneuten Drittligameisterschaft schaffte der Verein in der Saison 2010/11 den Klassenerhalt, belegte aber in der folgenden Saison mit nur einem Saisonsieg abgeschlagen den letzten Platz. Nach die Mannschaft zeitweilig den Spielbetrieb ausgesetzt hatte, tritt sie nach einem Zusammenschluss mit Swetkawiza Porojno wieder drittklassig an.